# Lándevir
 (janvier 2024).
Lándevir est un groupe espagnol de punk rock, originaire d'Elda, Alicante, dans la Communauté valencienne. 

## Histoire

### Débuts
Le groupe est formé en septembre 1998 à Elda, Alicante, lorsque trois membres d'un groupe précédent se sont retrouvés pour se lancer dans un nouveau projet de heavy metal. Le groupe est alors formé par Carlos Juan à la guitare, Darío à la basse et José Fernando Amat à la batterie. Ils se mettent à la recherche des autres membres, et pendant ce temps, un jour Carlos apparait avec un violon en disant qu'il pourrait être intéressant de fusionner le heavy metal avec la musique celtique ou la musique classique. À partir de ce moment, Carlos commence à alterner la guitare et le violon. C'est à cette époque que le groupe rencontre le chanteur et guitariste Francisco Gonzálvez Esteve. Peu de temps après, le guitariste José María Jerez est présenté, qui, grâce à ses vastes connaissances musicales, sera bientôt considéré comme le principal compositeur du groupe. Francisco étant non seulement chanteur mais aussi guitariste, Carlos abandonne la guitare pour rester définitivement le violoniste du groupe. C'est ainsi que Lándevir se compose pour la première fois : Francisco (guitare et chant), José María (guitare), Darío (basse), Carlos (violon), et José Fernando (batterie).
Le groupe dispose déjà d'un répertoire de chansons et commence à envisager la possibilité de donner des concerts, avant que Darío ne parte pour des raisons professionnelles. Six mois plus tard, Javi Amat, ex-guitariste dans le même groupe que Francisco, rejoint le groupe et devient le deuxième bassiste de l'histoire du groupe. En 2000, le groupe prend le nom de Rívendell. Le style musical est un heavy metal mélodique avec des influences celtiques et médiévales, et en raison du nom du groupe, les paroles sont principalement orientées vers l'œuvre de J. R. R. Tolkien, Le Seigneur des anneaux. En décembre 2000, le flûtiste Pablo Guerra rejoint le groupe pour compléter les mélodies celtiques du violon de Carlos. En 2001, ils enregistrent leur démo El Único, dont ils extraient des chansons telles que son homologue de 10 minutes et Caballero de paz. Grâce à cette démo, le groupe obtient la troisième place au concours de démos Villenanet 2001. Ainsi, la démo sera vendue à 500 exemplaires.

### Leyendas medievales
Après avoir envoyé la démo à différents magazines spécialisés, elle apparait dans la section critiques de Kerrang! et Rock Hard, ce qui signifie que beaucoup de demandes ont commencé à arriver de nombreuses régions d'Espagne, en particulier du nord (Galice, Asturies, Cantabrie, et Pays basque). L'une d'entre elles provient d'un label qui s'intéressait à Rívendell et qui leur propose leur premier contrat en juin 2002. Ce contrat n'aboutit pas mais peu de temps après, l'offre de Red Dragon Records arrive.
C'est en juillet 2002 que le groupe envisage d'enregistrer son nom, et décide de le remplacer par Lándevir. En septembre 2002, ils entrent dans les studios Sónica pour enregistrer ce qui deviendra leur premier album officiel. De septembre à décembre 2002, ils enregistrent Leyendas medievales qui sort la même année.

### Nouveaux albums et séparation
En mars 2004, ils entrent dans le studio de Carlos pour enregistrer ce qui sera leur deuxième album officiel, Sueños celtas, qui après de nombreux problèmes subis par le groupe (changement de manager, problèmes discographiques) réussit à voir le jour en mars 2006. Durant cette période, le groupe entame une relation amicale très productive avec le groupe Saurom Lamderth, originaire de Cadix. En mai 2005, Javi quitte le groupe et est remplacé par Iván Martínez. Contrairement au premier album, Sueños Celtas est très bien accueilli par le public, et les deux albums sortent également au Mexique, ce qui est une grande motivation pour le groupe.
Tout au long de l'année 2007, le groupe compose son troisième album qui est sort en mars 2008 sous le nom de Inmortal, qui présente l'histoire d'un vampire du XVIe siècle qui a perdu sa bien-aimée à la suite d'une guerre en Irlande et qui rencontre sa réincarnation au cours de ce siècle. Ce CD est également sorti au Mexique. Le 23 juillet 2009, dans une déclaration officielle sur leur site web, le groupe annonce la fin de sa carrière et les raisons pour lesquelles il quitte la musique.

### Retour
Après trois ans de silence, le 26 décembre 2012, ils annoncent sur leur page Facebook leur remontée sur scène pour donner un concert unique le 9 août 2013 au festival Leyendas del Rock. Le groupe est accompagné de Pedro Lluch (guitariste de Furia Animal) et Jaime García (vocaliste d'Abyss). Peu de temps après ces annonces, Lándevir surprend à nouveau en annonçant l'arrivée de Jaime au chant et le départ définitif de Carlos. C'est avec ce line-up que le groupe décide de se remettre sur les rails.
Après sa participation à l'édition 2013 des Leyendas del Rock, Lándevir retourne aux répétitions et à la composition. Ce n'est qu'en juin 2016, lorsqu'ils annoncent le départ de Jaime en raison de la distance qui le sépare du groupe et l'arrivée de leur nouveau chanteur (Jose Mancheño), qu'ils reviennent vraiment officiellement, avec un album déjà pratiquement fini, la sortie d'un clip, plusieurs dates de concerts et l'intention de présenter un quatrième album studio à plus ou moins long terme. Entre octobre 2017 et mars 2018, Lándevir s'enferme en studio pour donner la forme finale à ce qui serait le quatrième album du groupe après presque 10 ans de silence, intitulé Desde el silencio, qui sort en 2018 au label Maldito Records.
Au début de 2021, ils dévoilent leur nouveau morceau, Leyendas del medievo, en collaboration avec Anna Murphy (Cellar Darling, ex-Eluveitie). Le groupe était prévu pour jouer au Rock Imperium Festival, le 1er mai 2022 mais la date a été annulée en raison du surbooking des salles. Le 20 juin 2022, ils publient leur premier morceau en anglais, Never Stop Dreaming.

## Discographie

### Albums studio
- 2003 : Leyendas medievales
- 2006 : Sueños celtas
- 2008 : Inmortal
- 2018 : Desde el silencio

### Démos
- 2000 : El único (CD auto-édité sous le nom de Rívendell)

### Singles
- 2021 : Leyendas del medievo (avec Anna Murphy)
- 2022 : Never Stop Dreaming